# Légi közlekedési balesetek listája
Ezen a lapon a polgári utas- és teherszállításban légi járművekkel történt balesetek összefoglalói találhatók. A felsorolásban azok a légiforgalmi esetek szerepelnek, amelyek számos áldozatot követeltek, vagy súlyos veszélyből sikerült biztonságban vagy sok utas életét megmentve leszállni, így szélesebb körben ismertté váltak. A felsorolás célja elsősorban a balesetek kivizsgálása során feltárt lényeges hibákat, azoknak a repülésbiztonságot erősítő intézkedések meghozásához vezető szerepét bemutatni.
A leírások csak a jelentésekben szereplő, a balesethez számottevően hozzájáruló mozzanatokat tartalmazzák tárgyilagos rövidséggel, mellőzve a résztvevők nevét. Az esetekkel kapcsolatos további részleteket a táblázatok utolsó sorában látható hivatkozásokat követve találhatunk, gyakran idegen nyelvű cikkekben vagy jelentésekben. A hivatkozások között jellemzően az angol nyelvű Wikipédián látható szócikkek is szerepelnek, azokból más nyelvű szócikkek is megkereshetők.
A felsorolás az esetek kiválasztásában alapul veszi a témáról készült televíziós dokumentumsorozatok válogatását is.

## 1970-es évek

### Malév 110 (1971) Tupoljev

#### Történés
A gép a kijevi közelkörzetet 8000 méter magasságban érte el. A kapott friss helyzetjelentés szerint a kijev-boriszpoli reptér felett 80 méter magasságtól zárt felhőzet volt, a látástávolság 1700 méter, vagyis a leszállási körülmények nagyon rosszak voltak. 5400 méteren felvették a kapcsolatot a repülőtér bevezető irányítójával, és folytatták a megközelítést. 3600 méter magasságban a pilóták közölték, hogy a gép generátorai meghibásodtak, és az áramellátás akkumulátorról történik, ezért közvetlen, egyenes vonalú megközelítést kérnek a pályáig, soron kívül, dél felől történő leszállásra a 36-os pályán*. Az irányító ezt a közlést nem tekintette kényszerhelyzetről* szóló bejelentésnek, ezért a közvetlen megközelítést nem engedélyezte, és a gépet a szokásos útvonalon, jobbkezes forgalmi körre* vezette rá, két másik leszálló gépet követve, 400 m magasságon.
A látástávolság eközben 700 m-re romlott, ezért az irányító megkérdezte a pilóta minimumát*, vagyis azt a felhőalap- és látástávolság-értéket, amelyen a pilótának még vizsgázott engedélye van a leszálláshoz; a kapitány 60 és 600 métert jelentett, így a leszállásra engedélyt kapott. Mivel a külső marker után a gép balra tért el a pályatengelytől, az irányító átstartolásra* adott utasítást, és jelezte, hogy a következő besiklást PAR leszállítólokátorral* fogják segíteni.
A géppel nem sokkal ez után megszakadt a rádiókapcsolat. A megismételt forgalmi kör harmadik ("base") szakaszán a gép szabálytalan irányban haladt, mintha a lehető legrövidebb úton megpróbálna leszállni, majd jó irányban, de a pályától mintegy 3 km-re jobbra haladt végig, egyenesen. Végül 25–30 km-rel távolabb egy nagy kör megtétele után nagy sebességgel a vasúti töltésnek csapódott.

#### Kivizsgálás
A vizsgálatot kijelölt szovjet vizsgálóbizottság végezte, magyar delegáltakkal együttműködve. A közzétételig eltelt idő: 2 hónap
A gép generátorai valószínűleg már 9700 méteres magasságon, tehát még a kijevi körzetbe érkezés előtt leálltak, ennek ellenére a pilóták nem kapcsolták le a nélkülözhető fogyasztókat, nem takarékoskodtak az akkumulátorok energiájával. Ugyancsak hibásan jártak el akkor, amikor nem jelentettek egyértelműen vészhelyzetet, abban az esetben ugyanis teljes elsőbbséget kaptak volna a leszálláshoz, időt nyerve. A gép egy óra késéssel indult Budapestről, mert vártak a kijevi időjárás esetleges javulására, és a vizsgálat nem tudta kideríteni, hogy az akkumulátorok eközben mekkora fogyasztásnak voltak kitéve.
A kapitány időjárási minimuma nem az általa bejelentett 60/600 volt, mivel egy korábbi eseménye miatt 150 m felhőalapra és 1800 m látástávolságra korlátozták az engedélyét. Vagyis a körzetbe való belépéskor kapott jelentés alapján az időjárás már akkor rosszabb volt annál, mint amilyen körülmények között ő a leszállást megkísérelhette volna. Ebben a helyzetben másik repülőtér felé kellett volna fordulnia, a közeli Kijev-Zsuljany, Ogyessza vagy Debrecen lett volna a kitérő reptér, de legrosszabb esetben vissza kellett volna térnie Budapestre. A kapitány valószínűleg az idő javulásában bízott, de az később tovább romlott.
A rádiókapcsolat minden bizonnyal az akkumulátorok kimerülése miatt szakadt meg, ezután a navigációs műszerek zöme is hibásan vagy egyáltalán nem működhetett. Ezt követően a pilóták felhőben és ködben repülve nem találták meg a pályára vezető egyenest, a hosszú egyenes repülés pedig azt mutatja, hogy nem tudták felmérni a pályától való távolságukat, a helyzetüket sem, és azt remélték, hogy megtalálják a reptér teljes teljesítményen működő irányfényeit*. Végül a nagyon alacsony felhőzet alá ereszkedve próbálhattak tájékozódni, de a jobb szárnyvég megakadt a földben, a gép megpördült és darabokra szakadt.
A gép fekete doboza* egyes források szerint nem működött. A hivatalos jelentés nem tér ki erre, így nem tudjuk, hogy már induláskor is hibás volt vagy az áramellátás kiesése miatt állt le.
A vizsgálat során kiderült az áramhiányt okozó hiba is. A négy generátor egyike sem volt hibás, hanem a tűzoltórendszer téves jelzésére a generátorok vezérlőegysége lekapcsolt, és a tartalék áramellátásra állt át. Ha a pilóták keresni kezdték volna annak a magyarázatát, hogy egyszerre mindegyik generátor tönkrement, a hátsó csomagtérben egy biztosíték visszakapcsolása elég lett volna, de nem biztos, hogy ezt ők tudhatták. Ugyanez a gép nyolc hónappal korábban egy rossz leszállás közbeni korrekció során leérintette a jobb szárnyat, ekkor a tűzérzékelő megsérült és tartalékra kapcsolta az áramellátást. Megalapozott gyanú szerint a sérülést és következményeit nem javították ki tökéletesen, ezért jött létre a hamis jelzés a későbbi út során.

#### Következmények
19 nappal korábban egy másik Malév-gép zuhant le Koppenhága mellett, szintén leszállás közben. Így a közvélemény háborogni és találgatni kezdett a gépek leromlott állapotáról és a pilóták elégtelen képzettségéről, kimerültségéről. Földvári László közlekedési miniszterhelyettes hosszú közleményben válaszolt a felmerült kérdésekre, megnyugtatni igyekezve a leendő utasokat. Részletes tanulmány készült a Malév szakmai állapotáról, ami számos kisebb változtatást javasolt.

### Pan American 1736, Boeing – KLM 4805, Boeing (1977)

#### Történés
A Kanári-szigeteken, Las Palmas repülőterén pokolgépes merényletet jelentettek be, ezért az összes oda tartó repülőgépet Tenerifére irányították át és várakoztatták. Emiatt a tenerifei reptéren óriási zsúfoltság jött létre. Néhány órával később a Las Palmas-i repülőtér ismét fogadott gépeket, ezért a PanAm és a KLM gépe is továbbindulni készült. A gurulóutakat eltorlaszolták a várakozó gépek, "dugó" alakult ki. A KLM-gép a vesztegelés közben további üzemanyagot vett fel, hogy Las Palmasból azonnal visszaindulhassanak, de ezzel feltartotta a mögötte álló PanAm-gépet is. A késések mindkét gép pilótáit feszültté tették, mert az utasok csatlakozása, illetve az aznapi visszaindulás került veszélybe.
Végül a KLM gépe utasítást kapott az irányítótoronytól arra, hogy a futópályán* guruljon végig, majd forduljon vissza, és várja a felszállási engedélyt. Rendes esetben ilyen nemigen fordul elő, mert erre a gurulóutakat* használják, de azokon most gépek várakoztak.
Eközben a közeli hegyekről hatalmas ködhullám hömpölygött a reptérre, a látástávolságot mindössze néhány perc alatt 300 méterre csökkentve. A repülőtéren nem volt földi radar, ezért az irányító a sűrű ködben csak arra támaszkodhatott, amit a pilóták a saját helyzetükről mondtak.
Három perccel később a PanAm gépe kapott utasítást arra, hogy szintén guruljon ugyanabba az irányba, de a futópályáról kanyarodjon le balra a C-3 jelű gurulóútra. Az amerikai pilóták nem tudták biztosan, hogy ez melyik kereszteződés lesz, mert a pályán akkor még nem mutatták feliratok a gurulóutak jelzéseit. Az irányító a kérdésükre azt mondta, hogy a harmadik kereszteződés. Ezt meg kellett többször ismételnie, mert a pilóták nem értették, hogy az első ("first") vagy a harmadik ("third") kijárat, a két angol szó kiejtése a gyenge minőségű rádióadásban eléggé hasonlóan hangzik. Az irányító nem láthatta, hogy a gép végül túlment a harmadik kijáraton, nem kanyarodott le.
A KLM gépének első tisztje rádión jelentette, hogy az előírt helyen vannak és várják a felszállási engedélyt. Az irányító a következőt mondta: "KLM 8705 (!) engedélyezve a Papa Beacon kirepülési útvonal, * emelkedjen FL90-ig, a felszállás után forduljon jobbra, 40 fokon haladjon a Las Palmas VOR 325 radiáljáig." Az utasítássorozat a felszállás utáni teendőket sorolta fel, a megszokott módon. Az első tiszt visszaolvasta, és hozzátette: "A felszállón vagyunk. (We are now at take-off)" Az egyszerűsített angol nyelvű technikai szöveg többféle érthetősége magyarul nem eléggé adható vissza. Irányító: "Oké. -------" A szöveget hosszú sípolás tette érthetetlenné. Irányító: "PA1739 jelentse, a pálya tiszta." PanAm: "Oké, jelentjük, amikor a pálya tiszta." Néhány másodperc múlva a KLM gépe kb. 260 km/h sebességgel kibukkant a ködből. Az amerikai pilóta teljes gázt adott, és megpróbált balra legurulni a futópályáról. A holland pilóta szintén teljes gázt adott, és felemelte a gép orrát, de annak a sebessége még nem volt elég egy tartós emelkedéshez, a gép letarolta a PanAm gépének tetejét, majd visszazuhant a betonra, 300 métert csúszott és rögtön lángba borult. Erről a gépről nem tudott senki kimenekülni. A PanAm gépe is kigyulladt, de azt előtte még sikerült 54 utasnak és a személyzet 7 tagjának elhagynia.

#### Kivizsgálás
A vizsgálatot a területi illetékesség okán a spanyolországi Comisión de Investigación de Accidentes e Incidentes de Aviación Civil (CIAIAC) vizsgálóbizottság végezte, a közzétételig eltelt idő kb. 1 év. A vizsgálatban holland és amerikai szakértők is részt vettek, és külön jelentéseket adtak ki.
A két repülőgép fedélzeti hangrögzítői* és az irányítás automatikusan készülő hangfelvétele alapján megközelítőleg rekonstruálható a katasztrófa menete. A PanAm gépe esetében a források részben azt állítják, hogy a beszélgetésből nem derül ki, hogy a harmadik kijáratot észrevették-e a pilóták; illetve hogy azért nem kanyarodtak le ott, mert a gurulóút 148 fokos szögben, visszafelé vezet, és ilyen éles forduló bevétele majdnem lehetetlen (lásd itt). Tény, hogy a rádióüzenetek idején az amerikai gép még a futópályán gurult.
A kulcsot a holland gépen készült hangfelvétel adta. A kifutópálya végére érkezéskor a két pilóta végigvette az ellenőrzőlistát*, ezután a kapitány felpörgette a hajtóműveket. Az első tiszt szólt neki, hogy még nem kapták meg az útvonalengedélyt, a kapitány azt mondta erre, hogy "Jó, tudom. Gyerünk, kérd meg.". Ekkor kapták válaszul a reptér elhagyásának menetéről szóló utasítást. Az első tiszt visszaolvasta, és jelentette, hogy a felszállási helyen állnak. Az irányító válasza: "Oké. Álljon készen, újra hívom." Ezt az üzenetet nyomta el a sípolás, azért, mert ugyanekkor az amerikai kapitány is megszólalt a rádión: "Nem... Öö ... Még gurulunk a pályán, Clipper 1736." (A gép saját kódneve.) A két egyidejűleg szóló rádióadás összegerjedt, és mindhárman csak a sípolást hallották. Ennek ellenére a holland kapitány kiengedte a féket és gurulni kezdett. Irányító: "PA1739 jelentse, a pálya tiszta." PanAm: "Oké, jelentjük, amikor a pálya tiszta." A KLM fedélzeti mérnöke rákérdez a kapitányra: "Lementek már?" Kapitány, indulatosan: "Igen!" Négy másodperc múlva a PanAm pilótái meglátták a másik gép reflektorait, megpróbáltak balra legurulni a futópályáról, a holland kapitány felrántotta gépet, és megtörtént az ütközés.
A szerencsétlenséghez hozzájárult a felszállás előtti többletüzemanyag-felvétel is, mert a kisebb súlyú gép még éppen felemelhető lett volna az ütközés előtt, és a kitörő tűz is valamivel kisebb lehetett volna.
A holland szakértők először vonakodtak – a számos felmerült nehézség között – döntőnek tekinteni a KLM kapitányának hibáit, végül elismerték a felelősségét. Az elemzők szerint a türelmetlensége, amely érthető, de nem menthető, a felszállási engedélynek hallathatta vele a felszállás említését a kirepülési tervben, és nem ellenőrizte az engedélyezettséget. Arról, hogy a PanAm gépe mögöttük gurul, talán nem tudtak eleget azért, mert az azoknak szóló utasítás közben ők az ellenőrző lista felolvasásával foglalkoztak. A vizsgálat megemlíti a fedélzeti mérnök és az első tiszt felelősségét amiatt, mert nem akarták a kapitányt ismételten felszólítani a pálya szabadságáról való meggyőződésre; a kapitány a KLM legrangosabb főpilótája volt.

#### Következmények
Sok ország légi közlekedésének szabályozásával foglalkozó szervezet ismerte fel a baleset okai között a kommunikációban történt félreértéseket és bizonytalanságokat. Új, egyértelmű kifejezéskészletet dolgoztak ki a légiforgalmi kommunikáció részére, ezt a terjedelmes, angol nyelvű gyűjteményt fónia néven emlegetik a szakmabeliek. Száműzték a kifejezések közül az "oké" vagy a régimódi "roger" szavakat, ehelyett az utasítás rövidített visszaolvasását, valamint az üzenet címzettjének és küldőjének szükség szerinti azonosítását írják elő. Például: "Tower good day, HALMC at A1 holding position ready for departure." (Irányítótorony, jó napot, HA-LMC az A1 várakozási ponton, felszállásra kész.) "LMC good day, at A1, runway 31 left cleared for line-up and take-off, wind 280 degrees 5 knots." (LMC, jó napot, az A1 ponton, a 31 bal pálya engedélyezett a beálláshoz és felszálláshoz, szél 280 fok 5 csomó.) "HALMC line-up on 31 left, cleared for take-off, wind 280 with 5." (HA-LMC beáll a 31 bal pályára, felszállás engedélyezve, szél 280, 5-tel.) A nemzetközi forgalomban részt vevő légitársaságok gépein egységesen kötelezővé tették az angol nyelvű, fónia szerinti rádiókommunikációt, akkor is, ha a pilóta és az irányító anyanyelve ugyanaz. Azért, hogy a többi gép is érthesse, és tájékozódhasson a más gépeknek szóló utasításokról és a forgalomról.
A légitársaságok a baleset hatására sokkal nagyobb szigorúságot vezettek be annak a megkövetelésében, hogy a pilóta ne hagyja figyelmen kívül az irányító utasításait. Új rendet próbáltak kialakítani abban, hogy a pilóták a rangkülönbséget kevésbé tiszteljék olyankor, amikor hibákra kell figyelmeztetni a magas rangú kapitányt, bár egyes későbbi légi balesetekben továbbra is okozó tényező maradt a túlzott tisztelet.
Tenerife repülőterén a következő évben felszereltek egy földi radart.

## 1980-as évek

### British Airways 009 (1982) Boeing

#### Történés
A gép FL370 (kb. 11 km) magasságban repült az Indiai-óceán felett, Jáva szigetétől délre, amikor a pilóták előtt a szélvédőn erős ionizációs kisülések jelentek meg (Szent Elmo tüze). A jelenség ebben a helyzetben nem volt érthető, a meteorológiai radar sem jelzett semmit. Később az utastérben kénes szagú füst jelent meg. Az utasok az ablakon a hajtóművek és a szárny körül erős fényeket láttak, a hajtóműből is fény sugárzott.
Nem sokkal ezután mind a négy hajtómű gyors egymásutánban leállt. A pilóták visszafordították a gépet északnyugati irányba, Dzsakarta felé. Hajtómű nélkül, siklórepülésben a gép abból a magasságból szélcsendben kb. 160 km távolságig tud eljutni.* Ekkor mintegy 240 km távolságra voltak a várostól, ami talán egy szárazföldi vészleszállást lehetővé tehetett volna, de a pilóták számítása szerint a magasság már nem lett volna elegendő arra, hogy a sziget déli felén levő hegység felett átrepülhessenek, ezért a kapitány a tengerre történő vészleszállás mellett döntött. Rádión bejelentette a vészhelyzetet, de a rádiókapcsolat bizonytalan volt.
Az összes hajtómű leállása miatt a gép áramforrás nélkül maradt, a pilóták zseblámpával ellenőrizték a még működő műszereket. A két sebességmérő műszer két nagyon eltérő értéket mutatott, ezért a süllyedés közben megtett út kiszámításához sem volt kellő támpont. A teljes sötétségben, radar, reflektorok és műszervilágítás nélkül, a leszállás előtti sebesség ellenőrizhetőségétől is megfosztva a vízreszállás túlélési esélye minimális lett.
A pilótafülke háromfős személyzete folyamatosan próbálta újraindítani a hajtóműveket, sikertelenül. A passzív újraindításhoz a hajtóművet körülbelül 300 km/h sebességű légáramnak kell megforgatnia, ennek elérésére kénytelenek voltak a gépet kicsit előre dönteni, növelve a sebességet, de csökkentve a megtehető távolságot. A manőver eredménytelen volt.
Az áram nélkül maradt gépen a pilótafülke és az utastér légnyomásáról gondoskodó kompresszor sem működött, így a nyomás lassan veszélyes mértékűre csökkent. Az utasok és a pilóták is felvették a légzőmaszkot, de az első tiszt maszkjáról levált a levegőcső, ezért az használhatatlan volt. Azért, hogy a pilóta ne veszítse el az eszméletét, kénytelenek voltak haladéktalanul 3 km magasságra süllyedni. A szélvédőn látott fényjelenség megszűnt.
14 perccel a hajtóműleállások után a folyamatos újraindítási kísérletek eredményeként a 4-es (jobb külső) hajtómű beindult, valamivel később a 3-as is, ez már elégséges a vízszintes repüléshez. Érthetetlen módon ezután a másik két hajtómű is életre kelt. A pilóták azonnal jelentették az új helyzetet, és újra a dzsakartai reptér felé vették az irányt, feljebb emelkedve a hegyek átrepülésére felkészülve. 5 km magasságban a fényjelenségek ismét megjelentek, nem sokkal ezután a 2-es hajtómű pompázsolt és újra leállt. A kapitány azonnal csökkentette a magasságot és a 2-es hajtómű újraindításával már nem próbálkozott.
Dzsakartához közeledve, az első szárazföldi fények megjelenésekor észrevették, hogy a szélvédő kívülről bepárásodott vagy valami más okból opálossá homályosult. ILS* leszállást jelentettek be, de az irányító közölte, hogy a siklópálya-jeladó nem működik, emiatt a műszer csak a pályatengelytől való vízszintes eltérést jelzi. A kapitány a repülőtéri DME adó távolságát figyelve számította ki fejben a siklópálya* tartásához szükséges magasságokat, újra és újra, az első tiszt pedig hangosan beolvasta a magasságmérő adatait. Az ablakon középen volt egy kétujjnyi átlátható rész, a leszállás utolsó méterein az első tiszt itt figyelte a futópálya jelzőfényeit. A leszállás hibátlanul sikerült.

#### Kivizsgálás
A helyszíni átvizsgálás során megállapították, hogy a géptestről több helyen, az orron és a szárnyak első élei körül a festés teljesen lekopott, úgy, mint amikor homokfúvással tisztítják meg a fém felületeket. A szélvédő is emiatt vált átláthatatlanná. Az ezeket okozó anyag után kutatva merült fel a Dzsakartától mintegy 180 kilométerre levő Galunggung vulkán neve, mert a vulkán két hónapja kitört, és azóta is nagy mennyiségű hamut juttatott a magaslégkörbe. Ez a vulkáni hamu finom, kemény szemcsékből áll, ami a fémfelületek és az üveg lemaródását megmagyarázza. A hamu nagyon száraz anyag is, ezért a géppel ütközve ionizálódni tud, ez a magyarázata fényjelenségeknek és az akadozó rádiókapcsolatnak; a szárazsága az oka annak is, hogy a vízcseppek érzékelésére alapuló meteorológiai radar sem mutatta a felhő jelenlétét. Utólag igazolták, hogy a gép átrepült egy olyan légtéren, amelyben egy óriási hamufelhő lebegett, a vulkántól kevéssel délnyugatra.
A részletes vizsgálat során megállapították, hogy a négy darab Rolls-Royce RB211-524D4 típusú sugárhajtómű turbinalapátjai körül megszilárdult kőzetolvadék darabjai találhatók. A vulkáni hamu olvadáspontja 1300-1400 Celsius-fok, a hajtómű égésterének mintegy 2000 fokos hőmérsékletében tehát folyékonnyá válik, képes teljesen eltömíteni a kis nyílásokat. A repülőgép és utasai szerencséje az volt, hogy a hajtóművek leállása után ez az olvadék kellően kihűlt, és összehúzódva végül lepattogott az eltömített felületek elég nagy részéről, lehetővé téve az újraindítást. Amikor a gép ismét emelkedett, kb. 5000 méternél újra visszakerült a hamufelhőbe, és a jelenségek megismétlődtek, tehát helyes döntés volt a magasság csökkentése.

#### Következmények
Mindaddig nem volt ismert az a probléma, amit a légkörben lebegő vulkáni hamu jelenthet. A szerencsésen végződő baleset eredményeképp a légügyi szakemberek és a geológusok között együttműködés épült ki. Ennek következménye volt az is, hogy az izlandi Eyjafjallajökull vulkán 2010-es kitörése idején heteken át számos repülőjáratot töröltek, megelőzve a hasonló baleseteket.

### TACA 110 (1988) Boeing

#### Történés
A gép New Orleanshoz közeledve 9000 méterről süllyedni kezdett. Az időjárásradar közepes csapadékzónákat jelzett, elszigetelt, erősen csapadékos foltokkal. A gép két ilyen folt között haladt át, de erős turbulenciába, sűrű esőbe és jégzáporba került. 5000 m magasságban mindkét hajtómű leállt, és a passzív ("windmill") újraindítás nem sikerült. 3200 méteren beindították a kisegítő energiaforrást (APU), amely segítségével a hajtóműveket sikerült újraindítani. Azok viszont csak kis teljesítménnyel működtek, a műszerek a túlmelegedésüket jelezték, ezért a kapitány leállította őket, és meghajtás nélküli siklórepülésben készült fel vészleszállásra, egy széles csatorna vizére. Kevéssel a leszállás előtt a pilóták a csatorna mellett egy viszonylag széles, füves tetejű töltést vettek észre, amely még egy erőteljes oldalazó manőverrel (csúsztatással*) elérhető volt, és végül oda szálltak le, kiengedett futóművekkel. A leszállás tökéletesen sikerült, személyi sérülés nem történt, a gép sem károsodott jelentősen.

#### Kivizsgálás
A vizsgálatot az amerikai National Traffic Safety Board (NTSB) végezte, a közzétételig eltelt idő 2 év 10 hónap.
A Boeing 737 méretkategóriájában a gépeket szilárd burkolatú futópályán történő fel- és leszállásra tervezik. Ennek ellenére két nappal később, amikor a kivizsgálók a töltésen álló gép futóművének lassú süllyedését vették észre, gyorsan kicserélték a rosszabb állapotú hajtóművet, majd minimális terheléssel sikeresen szálltak fel a géppel a töltésről, és vezették el a közeli repülőtérig, ahol folytathatták a vizsgálatát.
A két CFMI CFM56-3B1 típusú turbóhajtómű belsejében túlhevülés okozta deformációk voltak láthatók, ami a levegő kiáramlásának akadályozásából eredt. A géptörzsön és a hajtóműgondolákon 2–3 cm méretű jéggömbök becsapódási nyomai látszottak. A hajtóműtípust részletes tesztek alá vetették, de az teljes sebességen is sérülés nélkül viselte a sűrű eső és jég beszívását, mivel a tervezők már eredményesen megoldották a bejutó víz elvezetését. A fedélzeti adatrögzítő* feljegyzéseit elemezve tűnt fel, hogy a hajtóművek fordulatszámát a pilóták a süllyedés megkezdésekor szinte teljesen alapra vették vissza, megszokott módon. Ilyen helyzetet szimulálva a kivizsgálók rekonstruálni tudták a hajtómű turbinái előtt, de az elvezetőnyílások után lerakódó jeget és az abból keletkező víztömeget, amivel a túlhevülés és leállás magyarázatot nyert.

#### Következmények
A gyártó ajánlást tett közzé arról, hogy csapadékzónában haladva a hajtóművet ne állítsák 45%-nál kisebb meghajtásra. Több gyártó is áttervezte a hajtómű kompresszorlapátjait a beáramló víz mennyiségének további csökkentése érdekében.

### United Airlines 232 (1989) McDonnell-Douglas

#### Történés
11 km (FL370) magasságban repülve a gép hátsó része irányából hangos csattanás hallatszott és a géptörzs megremegett. A három hajtóműves gépnek a vezérsík előtt levő, 2-es hajtóműve leállt. Majd annak ellenére, hogy a másik két hajtómű tovább működött, mindhárom hidraulikakör nyomása nullára esett. Mivel ezek közvetítésével vezérlik az összes kormánylapot, a gép irányíthatatlanná vált, és jobbra dőlve lassan süllyedni kezdett. A pilóták felfedezték, hogy a két működő hajtómű tolóerejének független, finom szabályozásával a gép egy kicsit kormányozható.

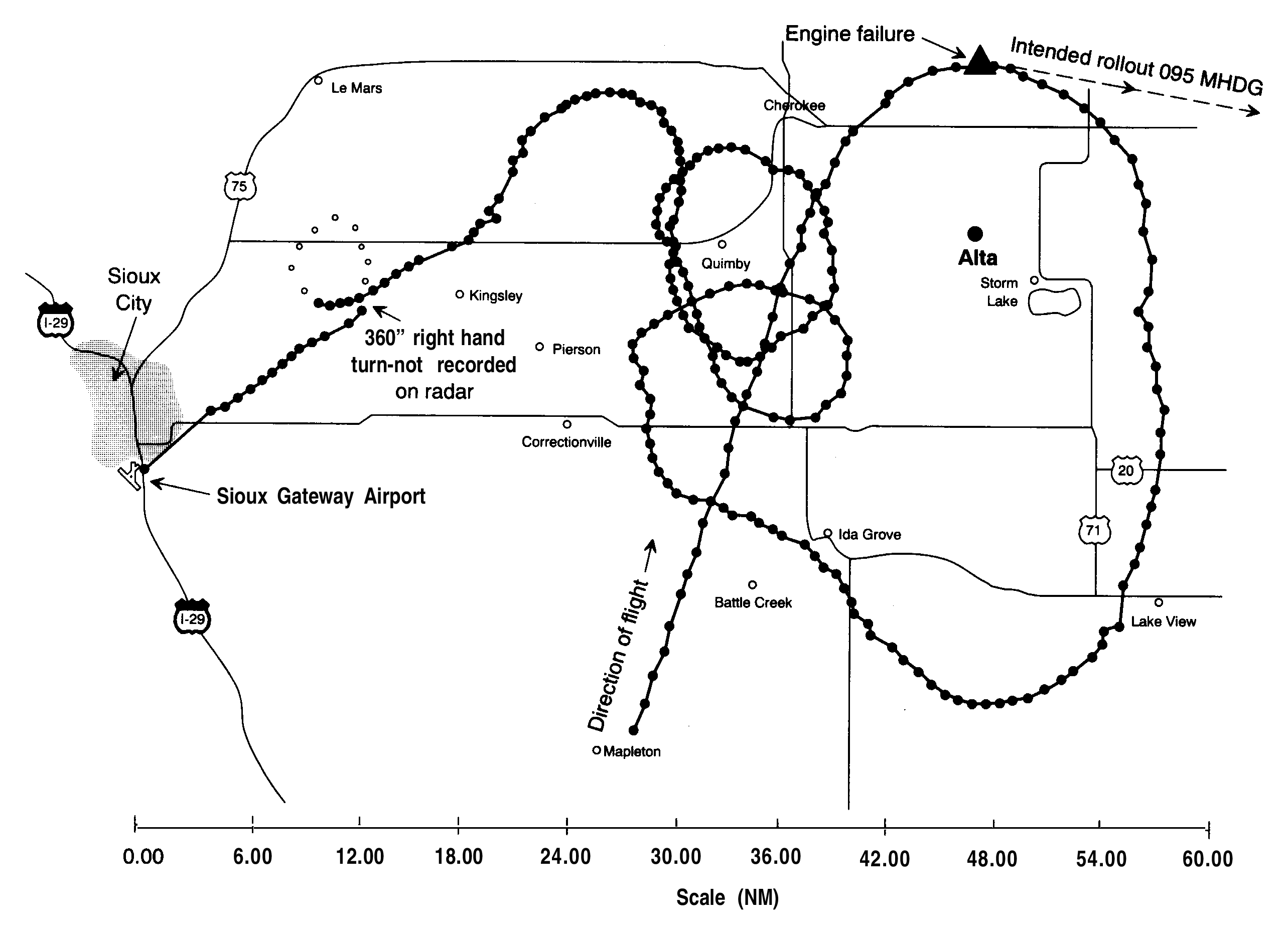
A gép útja a leszállásig

Véletlenül a gépen utazott a DC-10-es gépcsalád egyik pilótaoktatója, aki felajánlotta a segítségét. Ő a középső konzol elé térdelt, és a gázkarokat* kezelte a kapitány által adott utasítások szerint; lényegében ő vezette a gépet, amely továbbra is jobbra dőlésre volt hajlamos. Az irányítószolgálat javaslatot tett a tőlük balra eső Sioux City repterének 22-es pályáján* való kényszerleszállásra, amelyet egy nagy jobbfordulóval sikerült is megközelíteni és majdnem pontosan a futópályán földet érni. Mivel a hajtóműveket kormányzásra használták, a besikláskor szükséges sebesség és pozíció felvételéről nem lehetett szó, így az erősen dőlt helyzet miatt a gép megpördült, több részre szakadt és kigyulladt. A repülőtér készenlétben álló mentőszemélyzete az utasok nagyobb részét sikeresen kimentette és azonnal kórházba szállította.

#### Kivizsgálás
A vizsgálatot az amerikai National Traffic Safety Board (NTSB) végezte, a közzétételig eltelt idő 1 év 3 hónap
A három General Electric CF6-6D hajtóműből a középső roncsait három hónappal később találták meg, és megállapították, hogy a turbinakoszorú egy része anyagfáradás miatt kettétört. A nagy teherbírású titánötvözet lassú elfáradásának okaként az öntvényben maradt mikroszkopikus nitrogén és oxigén zárványokat sikerült azonosítani. A szétszakadó kompresszor* egyik fele a géptörzsbe csapódva megsértette a hidraulikavezetékeket. A három független, egymás tartalékául szolgáló vezeték a vezérsík közelében egymás mellett halad, így egyetlen sérülés tönkretette mindhármat.

#### Következmények
A hidraulikavezetékeket szakaszonként lezárhatóvá tették, megakadályozva, hogy egy sérülés esetén a folyadék a teljes vezetékből elfolyjon, minden kormánylapot egyszerre használhatatlanná téve. A kompresszorokat gyártó General Electric a korábbi gyártási eljárás során az olvadt fémből vákuummal távolította el a buborékokat; a baleset tanulságaként a továbbiakban már többször, magasabb hőmérsékleten ismétli meg a műveletet, eredményesebben létrehozva a homogén ötvözetet.

#### Hivatkozás
- en:United Airlines Flight 232

### Partnair 394 (1989) Convair

#### Történés
A gép nagy magasságban, jó látási viszonyok között repült. Az oldalkormány váratlanul ide-oda kezdett mozogni, majd balra kitérítve megszorult. A gép irányíthatatlanul átfordult, lassan orsózva zuhanni kezdett, majd több részre szakadva a tengerbe zuhant.

#### Kivizsgálás
A kivizsgálást a norvég Statens Havarikommisjon for Transport (SHT) végezte, a közzétételig eltelt idő 3 év 5 hónap.
Indulás előtt a karbantartók jelentették, hogy a gép bal oldali generátora meghibásodott, ezért a kapitány úgy döntött, hogy a kötelező másodlagos áramforrásként az egész úton a farokrészben elhelyezkedő segédhajtómű (APU) generátorát fogják használni. Ez nem szabálytalan, bár a segédhajtóművet csak a felszállásig és a leszállás után szokás használni, alacsony sebességeknél. A személyzet nem tudta, hogy a fedélzeti hangrögzítő berendezést* (CVR) úgy kötötték be, hogy a felszállás után a bal generátortól kapja az áramot. Így a hangrögzítő az úton nem működött.
A gép roncsainak vizsgálatakor feltűnt, hogy a vezérsík két oldaláról hiányzik két fedőlemez. A lemezek által takart részen az oldalkormány mechanizmusa erős odaverődések nyomait mutatta, valamint a vezérsík felületén magas hőmérséklet okozta elszíneződés volt látható.
A gép elavult, mechanikus rendszerű fekete dobozában* az írótű az adattároló fémlemezen kettős nyomot hagyott, amelyet csak egy erős és tartós vibrációval lehetett magyarázni. Ilyen nyom viszont már sok üzemórával a baleset előtt is látható volt, kivéve egy időszakot, amelyről megállapították, hogy a vezérsíkot a törzshöz rögzítő összesen négy csavar közül az egyiket egy karbantartáskor lecserélték, ekkor a vibráció egy ideig megszűnt. Ezek után a másik három csavart megvizsgálva kiderült, hogy azok hamisítványok, és teherbírásuk az eredeti gyártmányokénak csak 60%-a. A gyenge csavarok menete részben lerágódott, és a vezérsík rezgésbe kezdett.
A kivizsgálók felfedezték, hogy a segédhajtómű tartóelemeinek egyike egy hanyag javítást követően eltört, szintén jóval a gép mostani útja előtt, ennek pedig a szerkezet tartós berezgését kellett okoznia. Mivel a segédhajtómű lényegében csak a földön, hajtóműindításkor és guruláskor működik, ez a vibráció nem volt feltűnő.
A vizsgálat megállapítása szerint a vezérsík és az ekkor éppen szintén működő segédhajtómű rezgéseinek rezonanciafrekvenciái összehangolódhattak és önerősítővé válhattak, és az így fellépő ún. rezonanciakatasztrófa a vezérsíkot szinte "lobogtatni" kezdte. A fémlemezek hajladozása okozta azok felhevülését, az oldalkormány csapkodását és beszorulását, majd a vezérsík leszakadását, amelyet követően a gép meggyengült törzsét a levegő részekre tépte.

#### Következmények
A vizsgálati eredmény közzétételének hatására az USA közlekedési minisztériuma alapos hazai vizsgálatot indított annak felderítésére, hogy a pótalkatrész-kereskedelemben milyen mértékig terjedt el a hamisítványok árusítása. Kiderült, hogy a minisztérium, és a hatálya alá tartozó Szövetségi Légügyi Hivatal (FAA) saját raktáraiban az alkatrészek 39%-a szabálytalan, nem eredeti, a szabványoknak meg nem felelő gyártmány, vagy bontásból származó, felújított, eredetiként eladott darab. A repülőgép-alkatrészek magas ára miatt az olcsó hamisítványok terjesztése világszerte általános volt, és a korábbi feltevéssel szemben nem csak a kis légitársaságok között. Az alkatrészek hitelesítésére szolgáló, aláírt igazoló kártyák illegális kereskedelme szintén virágzott. Egy riportban elhangzott, hogy "ha egy adott helyen a beszerzés alkatrészügynökökön keresztül zajlott, ami a pótalkatrész-forgalom tetemes részét jelenti, az áru 95%-a hamisítvány." Külön feltűnést keltett, hogy még az USA elnöki különgépében is találtak hamis alkatrészeket.
A kiterjedt vizsgálat eredményeit világszerte érdeklődéssel fogadták, és új, biztonságosabb eredetiség-ellenőrző rendszerek bevezetésével sikerült szinte teljesen megszüntetni a hamis alkatrészektől származó baleseteket.

## 1990-es évek

### Avianca 052 (1990) Boeing

#### Történés
Az úticéljához közeledő gépet a New York-i útvonal-irányítás* a nagyon rossz időjárás nyomán kialakult torlódás miatt várakozásra utasította. Háromszor is sor került erre, először 19 percig Norfolk felett, aztán további 29 percre New Jersey felett, végül újabb 26 percre a CAMR navigációs pont* felett. Ekkor az irányító jelezte, hogy kb. húsz perc múlva várható a további közelítési szakaszra való átirányításuk. A pilóták ekkor bejelentették, hogy a becslés szerint csak 5 percre elegendő üzemanyaguk maradt, és a kitérő leszállóhelyként kijelölt Boston elérése már nem lehetséges. Két perccel később elhagyták a várakozási helyet, és az irányító átadta a gépet a közelkörzeti irányításnak, de eközben nem tájékoztatott arról, hogy a gép kényszerhelyzetben* van.
Az irányító engedélyt adott a 22L pályán* való ILS* leszállásra, a felhőalap 100 méter, a látástávolság csupán 400 méter volt. A gép szélnyírással találkozott, magasságot vesztett, a felszínhez veszélyes közelségbe került, emiatt megismételt megközelítésre kényszerültek, az irányító másik pályát jelölt ki számukra. Az erre a pályára rávezető útvonal hosszabb volt annál, mint amennyit egy vészhelyzetet jelentő gép részére kijelöltek volna. Az üzemanyag tovább volt elég a becsültnél, de 9 perccel később, a futópályától 22 km-re rövid idő alatt mind a négy hajtómű leállt, a kiesett generátor hiányában a műszerek nagy része is használhatatlanná vált. 2 perccel ezután a gép egy erdős dombnak vágódott és három részbe tört. A kiürült üzemanyagtartályok miatt a gép szerencsére nem gyulladt ki.

#### Kivizsgálás
A kivizsgálást az amerikai National Traffic Safety Board (NTSB) végezte, a közzétételig eltelt idő 1 év 3 hónap.
A vizsgálat elmarasztalta a pilótákat, amiért túl későn jelentették az irányításnak az üzemanyag fogyását, és mert nem vették igénybe a megfelelő időben az irányítás kényszerhelyzetekre vonatkozó támogatását rossz időjárásban és zsúfolt forgalomban. Rámutattak arra is, hogy a spanyol anyanyelvű pilóták és az amerikai irányítók közötti kommunikáció nem volt egyértelmű, részben az ilyen helyzetekre kidolgozott szabványkifejezések hiányában. A balesethez hozzájárult a nem pontosan előrejelzett szélnyírás, a pilóták fáradtsága és a stresszhelyzet.
A vizsgálat kiterjedt az utasok által elfoglalt ülések elhelyezkedése és a halálos sérülések közötti esetleges kapcsolatra is, de nem talált ilyet.
A gépen 11 csecsemő és kisgyermek utazott, 10-en túlélték a balesetet.

#### Következmények
Az NTSB azon kívül, hogy a kolumbiai polgári légügyi hivatal igazgatóságának (DAAC) javasolta a képzés áttekintését és javítását, több ajánlást is közzétett az amerikai szövetségi légügyi hivatal (FAA) részére. Javasolta a kommunikációban használt kifejezéskészlet (fónia) kiegészítését pontosan szabályozott kifejezésekkel üzemanyagfogyás esetére, vizsgálat indítását javasolta a légi forgalom folyamatosságának gördülékenyebb fenntartása lehetőségeinek tanulmányozására, pontosan meghatározott műveleti terv készítését javasolta üzemanyagfogyásos kényszerhelyzetekhez, és szorgalmazta egy olyan rendszer bevezetését, amely a légtérben levő gépek által követhetővé teszi a forgalomirányítás menetét, megbecsülhetővé téve a várható késéseket. A fentiek jelentőségéhez tartozik, hogy az NTSB annak ellenére, hogy a balesetért jórészt a pilótákat terheli a felelősség, mégis jelentős fejlesztéseket látott szükségesnek az USA légiforgalmi irányítói rendszerében is.

### British Airways 5390 (1990) BAC

#### Történés
Nagy magasságban repülve a pilótafülke bal oldali szélvédője kitört. A robbanásszerűen kiáramló levegő a kapitányt, aki csak lazán volt az ülésbe csatolva, félig kirántotta a fülkéből. A személyzet több tagjának együtt sikerült megakadályozni a kiesését, de az eszméletlen férfit visszahúzni nem tudták. A nyomáskülönbségtől kiszakadt fülkeajtó a műszerfalnak csapódva akadályozta a gázkar* kezelését, de az első tiszt rövidesen úrrá lett a helyzeten és vészhelyzetet jelentve* süllyedni kezdett.
A gép sikeres kényszerleszállást hajtott végre Southamptonban.

#### Kivizsgálás
A kivizsgálást a brit Air Accidents Investigation Branch (AAIB) végezte, a közzétételig eltelt idő 1 év 8 hónap.
Megállapították, hogy a szélvédőt 27 órával a felszállás előtt cserélték. A pilótafülke ablakaira a nagy magasság és az ablak előtt nagy sebességgel eláramló levegő miatt kívülről sokkal kisebb nyomás nehezedik, mint a fülke belső légnyomása. Az ablakot rögzítő 90 szegecsből 84 átmérője 0,66 milliméterrel kisebb volt az előírásosnál, a maradék 6 pedig 2,5 milliméterrel rövidebb. Emiatt ezek a terhelést és a rezgést nem viselték el, és egy szegecs kivételével mindegyik átszakadt. Az ablakcsere során nem a dokumentációból keresték ki az előírt méreteket, hanem az akkor kiszedettekhez hasonló szegecseket használtak. Kiderült viszont, hogy már az előző ablak is az előírástól eltérő szegecsekkel volt rögzítve, így a most használtak is gyengék voltak az igénybevételhez, és megtörtént az, amire már az előző ablaknak is esélye volt.
A szélvédő cseréjét ugyanaz az egy ember végezte és ellenőrizte. A műszakfelügyelő hanyagul ellenőrizte a társaság szabványainak betartását, és nem kellően felkészült szerelőre bízta egy kritikus fontosságú szerkezeti elem cseréjét. A kicserélt szélvédővel nem végeztek műszaki tesztet.

#### Következmények
A kapitány csonttöréseket és fagyási sérüléseket szenvedett, felgyógyulása után 2001-ig szolgált. Az első tisztet és az egyik utaskísérőt a királynő kitüntette.
A vizsgálóbizottság javaslatot tett a Civil Aviation Authority (CAA) részére a karbantartási szabályok betartásának hatékonyabb ellenőrzésére, valamint a karbantartó személyzet számára időszakonként tartott képzés és vizsga bevezetésére. A British Airways fokozottabban ellenőrizze a karbantartási szabályok betartását, és vizsgálja felül a karbantartók – ideértve a műszak vezetőit is – számára tartott képzések rendjét és alaposságát.

### Air Inter 148 (1992) Airbus

#### Történés
A gép 40 perces repülés után közeledett az úticéljához. A személyzet eredetileg a 23-as pályára* tervezte a leszállást ILS* támogatásával, de az erős szél miatt ekkor az ellenkező irányú, 05-ös pálya volt használatban, amely nincs felszerelve precíziós megközelítési rendszerrel. A légiforgalmi irányító* szabványos VOR-DME megközelítést* írt elő a pálya előtt levő STR irányjeladóra, de kapitány az irányítótól azt kérte, hogy elvégezhesse az ILS megközelítést a 23-as pályára, majd továbbrepülve egy szabványfordulóval* leszállna a 05-ös irányból. Az irányító forgalmi ok miatt ezt nem fogadta el, és a közben már nem megfelelő helyzetbe került gépnek radarvektorálást ajánlott fel bal forgalmi körről* az ANDLO navigációs pontra*, amely szintén a pályatengelyen van, 23 km-re a küszöbtől, vagyis úgyszólván "kézen fogva" vezeti rá őket a leszállási irányra. Ezt a pilóták köszönettel fogadták.
A kapitány az utasítást követve bal fordulóval 230 fok irányba állt, párhuzamosan repülve a futópályával*, délnyugati irányba. A hosszúra sikerült kerülővel a gép a kb. 3500 láb* (1100 m) magas hegyek fölé került, biztonságos 5000 láb magasságban repülve, sötétben, változó felhőzet fölött. Az irányító 90 fok (kelet) irányba fordította a gépet, ekkor a kapitány elvégezte a számítást a süllyedés nagyságára, és a kapott 3,3 fokos értéket beállította a robotpilóta műszerfalán. Végül az irányító 51 fokra fordította a gépet és megadta nekik a leszállási engedélyt, megjegyezve, hogy az ANDLO ponttól még 4 mérföldnyivel* balra vannak. Egy perc múlva a gép a földbe csapódott.

#### Kivizsgálás
A kivizsgálást a francia Bureau d'enquêtes et d'analyses pour la sécurité de l'aviation civile (BEA), a közzétételig eltelt idő 1 év 10 hónap.
A gép fedélzeti adatrögzítője* a tűzben megsemmisült, de a hangrögzítő (CVR), valamint a számítógépes rendszer egy sérült háttértárolója segítségével végül sikerült rekonstruálni a beszélgetés mellett a gép pontos útját is.
A kivizsgálóknak feltűnt, hogy a kapitány mennyire igyekezett elkerülni a VOR-DME megközelítési eljárás használatát, amely régi és teljesen biztonságos módszer, csak egy kicsit kevésbé kényelmes. Kiderült, hogy a pilótáknak viszonylag kevés, 162, illetve 61 repült órája volt ezen a géptípuson (amely akkor a legmodernebben felszerelt gépek közé tartozott), valamint a légitársaság a képzésben a precíziós megközelítés (ILS) oktatására koncentrál. Röviden: a kapitány nem volt eléggé tisztában az eljárással és a gép ilyen navigálásával.
Az irányító a vektorálást nem végezte elég pontosan, a gép helyzetének utolsó megadása is szabálytalan volt, mint ahogy az is, hogy megadta a leszállási engedélyt akkor, amikor a gép még nem volt a besiklási egyenesen, a pályatengelyen. Így a megkezdett süllyedéssel a gép a hegy fölött előírt 5000 láb minimális magasság* alá került.
A repülési adatok szerint a gép süllyedése szokatlanul nagy, percenként 3300 láb volt, a műszerek ezt hagyományosan százlábnyi egységben jelzik. A hangfelvétel szerint megválasztott 3,3 fokos süllyedés számértékével való hasonlóság a gyanút a robotpilótára irányította. A szimulációs kísérletek, majd egy hasonló, majdnem tragédiával végződő valódi eset nyomán feltűnővé vált, hogy a műszer ugyanazon a kijelzőn mutatja mindkét értéket, az egyiket 33, a másikat 3.3 alakban, és a különbséget egy mellette levő kis rövidítés jelzi, az üzemmód átállítása pedig egyetlen kézmozdulattal történik, vagyis a baleset egyik oka lehetett ennek az eltévesztése.
A szimulátoros próbák szerint viszont a gépnek még az erős szembeszelet beleszámítva is el kellett volna haladnia a hegy fölött. A kivizsgálók felfigyeltek az A320-asok robotpilótájának egy új, kevéssé publikált szolgáltatására. Eszerint ha emelkedés közben a pilóta süllyedésbe viszi a gépet, akkor az automatika ezt veszélyhelyzet elkerülésének tekinti, és a kormánymozdulatnak megfelelő helyett annak kétszeresével kezdi a süllyedést. Az adatok elemzése során látszott, hogy a tervezett ereszkedés megkezdése előtti másodpercben egy légáramlat miatt a gép éppen rövid emelkedésbe kezdett, majd az ezzel majdnem egybeeső utasítás következtében viszonylag gyorsan süllyedni kezdett, a pilóták által nem tervezett és nem ismert módon. Ez a magasságvesztés a többi tényezővel összeadódva elegendő lett a hegy eléréséhez, a Mont Sainte-Odile csúcs közelében.
Valószínűleg segített volna az ütközés elkerülésében, ha a gép fel lett volna szerelve földközelségjelző berendezéssel (GPWS). A légitársaság ezt azért nem tette alapfelszereléssé, mert az eszköz nagyobb sebességnél néha hamis riasztásokat adott.

#### Következmények
A kivizsgáló bizottság több mint 30 ajánlást tett közzé a baleset tanulságai alapján. Ezek közé tartozott a nem precíziós megközelítés alaposabb oktatása, a GPWS kötelezővé tétele, az A320 kormányautomatikájának pontosabb dokumentálása és oktatása, az irányítók szóhasználatából a jobbra/balra szavak égtájak meghatározására cserélése és a fekete dobozok* tűzállóságának megnövelése. Fontos következmény volt, hogy a robotpilóta műszerfalán a süllyedési ráta (fpm) kijelzését kiegészítették a két nulla megjelenítésével, csökkentve a tévedés lehetőségét.

### Atlantic Southeast Airlines 529 (1995) Embraer

#### Történés
A felszállás után 19 perccel, 6000 méter magasságban a bal motor nagy döndüléssel leállt, majd a légcsavar* egyik tolla egy csattanással levált, megrongálva a hajtóműgondolát és a szárny belépő élét.* A gép balra dőlt és süllyedni kezdett. Annak ellenére, hogy a géptípus egy motorral is haladni képes, a deformált szárny miatt nem tudta a magasságot tartani. A pilóták megpróbáltak visszatérni Atlantába, de nem volt esélyük elérni, ezért átirányították a gépet a carrolltoni West Georgia reptérre. Miután látszott, hogy az is túl távol van, futómű nélküli vészleszállást kíséreltek meg egy fás területen. A leszállás sikeres volt, de a gép törzse végül összeroppant és tűz ütött ki. Magát a leszállást minden utas túlélte, de a tűzben 8-an életüket vesztették.
Másfél hónappal később egy sérült a kórházban halt meg, a baleset következtében, így a halottak száma az eredeti jelentéssel ellentétben 9-re emelkedett.

#### Kivizsgálás
A vizsgálatot az amerikai National Traffic Safety Board (NTSB) végezte, a közzétételig eltelt idő 1 év 3 hónap.
A rekonstrukció szerint a gép jelentősen balra és előre dőlt helyzetben találkozott a fák koronázatával, és mintegy 60 méterrel ez után fúródott a földbe. A rossz leszállási helyzetért részben a zárt felhőzet is okolható.
A propelleren a vizsgálat klór okozta korróziót mutatott ki. A propellert négy hónappal korábban ultrahangos rutinellenőrzésen hibásnak találták, és a Hamilton Standard végezte el a felújítását, elégtelenül. A jelentés elmarasztalta a Szövetségi Légügyi Hatóságot is (FAA), amiért nem követelte meg a javított alkatrész újbóli ultrahangos ellenőrzését.

#### Következmények
Az NTSB 13 új biztonsági ajánlást bocsátott ki az FAA részére. Ezekben szükségesnek tartotta a felújítást végző cégnél jelenleg levő alkatrészek átvizsgálását és rámutatott több karbantartási hiányosságra; a gép üzemben tartója végezze el a visszakapott alkatrészek műszaki ellenőrzését és hozza előírásos műszaki állapotba a fedélzeti hangrögzítőt; az irányítók és pilóták részesüljenek alaposabb képzésben az ilyen jellegű vészhelyzetek kezeléséről és a tűzből mentésről.

### American Airlines 965 (1995) Boeing

#### Történés
A repülőgép a végcélja felé közeledve 7000 méterre süllyedt és a pilóták kapcsolatba léptek Cali közelkörzeti irányítójával*, mintegy 100 kilométerre a repülőtértől, sötétedés után, nyugodt időjárási körülmények között. Az irányító először Cali VOR jeladójára való közvetlen közelítésre utasított, az eredeti terv szerinti leszálláshoz a 01-es pályára*, de egy perccel később engedélyt adott a 19-es pályára való, a gép számára rövidebb utat lehetővé tevő leszállásra. A pilóták a fedélzeti számítógépet (FMC)* átprogramozták az új terv szerint, beállítva a Rozo település mellett levő NDB adót* navigációs pontként*, és kinyitották a szárnyféket (spoiler)* a gép lelassítására. Amikor átrepültek a TULUA pont felett, az automatika által vezetett gép lassú bal fordulóba kezdett, ami zavart okozott a pilóták között, mivel mindaddig a cél felé haladtak. Másfél perc elteltével kikapcsolták a navigációs automatikát, és jobb fordulóval tértek vissza az útvonalra. Eközben megszólalt a földközelség-jelző (GPWS) riasztása, amire a pilóta növelte a tolóerőt és megemelte a gép orrát. Működésbe lépett a kormányrázó, majd a gép 3000 méter magasságban a hegyoldalba csapódott.

#### Kivizsgálás
A kivizsgálást a kolumbiai Aeronáutica Civil végezte, a National Traffic Safety Board (USA) bevonásával, a közzétételig eltelt idő 9 hónap.
A baleset közvetlen oka az volt, hogy a gép navigációs hiba miatt a sötétben a hegyek közé tévedt. A riasztás után a spoilert elfelejtették behúzni, ami így akadályozta a felgyorsulást és magasságnyerést, viszont a gép orrát megemelték. Emiatt az átesés elkerülhetetlen volt, és ez a kis föld feletti magasság miatt az ütközéshez vezetett.
A vizsgálat kimutatta, hogy a navigációs számítógépnek az útvonaltervben megadandó jelzések között a Rozo-i jeladót a térkép szerint R betűvel kellett jelölni, a számítógépben viszont ez nem R, hanem ROZO néven volt tárolva. Az adatbázisban a kb. 260 km-rel távolabb levő ROMEO navigációs pont volt R betűvel kódolva, ami ráadásul ugyanezen a frekvencián működött. A számítógép így valójában annak a pontnak az elérésére kapott utasítást, ezért tért le a pályájáról és vezette a gépet jóval az előírt legkisebb magasság* alatt a hegyvidékes terület fölé.
A vizsgálat megállapította, hogy a pilóták nem kellő figyelemmel állították be az új útvonalat, továbbá késve figyeltek fel és késve reagáltak az arról való letérésre, valamint elmulasztották a spoiler behúzását gyorsítás megkezdésekor. A jelentés szerint hibát követtek el az eltérés észlelése után a számítógépes irányításról a rádiónavigációs* technikára való visszatéréssel is egy figyelmet követelő helyzetben.

#### Következmények
Az American Airlines pert indított a térképet gyártó Jeppesen és a navigációs számítógépet gyártó Honeywell cég ellen. A 2000-ben született ítélet szerint a Jeppesen 30%, a Honeywell 10%, a pilótákat képviselő American Airlines 60% mértékig tekinthető felelősnek.
Az NTSB 17 új biztonsági ajánlást tett közzé az eset tanulságai alapján. A ROZO (R) NDB neve PALMA-ra (PL) változott.

### Aeroperú 603 (1996) Boeing

#### Történés
Nem sokkal a Limából történt felszállás után a pilóták alapvető műszerhibákat észleltek, a magasság, sebesség, magasságváltozás (vario) helytelen értékeit kapva. Úgy döntöttek, hogy visszafordulnak a limai repülőtérre. Eközben sorozatos és érthetetlenül ellentmondásos hibaüzeneteket kaptak a gép részegységeitől. Túlzott oldalkormány-kitérítésről szóló jelzés középen álló oldalkormánynál; a megengedett legnagyobb sebességhez való közeledést jelezte a sebességmérő alapgázra visszavett hajtóművekkel is; ingadozó magasságértékek látszottak egyenletes emelkedéskor, majd vízszintes repülésben; szélnyírás-riasztást kaptak szélcsendben. A pilóták kiengedték a gép aerodinamikus fékfelületeit*, de a sebesség a műszer szerint tovább növekedett, eközben bekapcsolódott a kormányrázó és megszólalt az átesésre figyelmeztető jelzés, ami viszont kritikusan alacsony (kb. 180–220 km/h) sebességet jelez. 12 perccel a felszállás után a kapitány vészhelyzetet* jelentett. Az irányító utasítást adott előbb a salinasi SLS VOR/DME adó, utána a SIGAS navigációs pont* felé repülésre, amely 26 km-re van a limai Jorge Chavez reptértől.
A pilóták folyamatosan kapcsolatban voltak a légiforgalmi irányítóval*, aki így tudott a vészhelyzetről, és sebesség- és magasságértékeket adott a radarképernyőjén látott adatok alapján. A pilóták a műszeren azt látták, hogy közel 3 km magasságban repülnek, az irányító is megerősítette ezt, de megszólalt a gépen a földközelségjelző riasztás is. Mivel az óceán felett a teljes sötétségben a pilótáknak semmilyen vizuális támpontja nem volt, a műszerek adataiból nem tudták kiválasztani, hogy melyik a helyes. Az irányító a kérésükre útnak indított egy ott várakozó Boeing 707-est, hogy a veszélyben levő repülőgéppel együtt repülve segítsen tisztázni a helyzetet. Mielőtt ez a találkozás megtörténhetett volna, a gép bal szárnyvége megérintette a víz felszínét. A pilóták megpróbálták megemelni a gépet, de az alapjáraton működő hajtóművekkel és a kiengedett fékfelületekkel nem tudtak idejében sebességet nyerni, a gép átesett, és a hátára fordulva a vízbe csapódott, Limától csupán 73 kilométerre északnyugatra.

#### Kivizsgálás
A kivizsgálást a perui Szállítási és Távközlési Minisztérium által kijelölt vizsgálóbizottság, végezte, a közzétételig eltelt idő 2 hónap.
Vízalatti kutatószondával megtalálták és megvizsgálhatták a roncsokat, amelyek elhelyezkedése igazolta, hogy a gép a becsapódástól tört szét, és nem azelőtt. A felszínre hozott fekete doboz*, mivel a pilóták folyamatos kapcsolatban voltak az irányítóval, nem tárt fel váratlan tényeket. A rögzített értékek szerint a műszerek a vízbe csapódáskor 450 csomó (830 km/h) sebességet és 9500 láb (2900 m) magasságot mutattak.
A vizsgálat megállapította, hogy a géptörzset a felszállás előtt megtisztították. Annak érdekében, hogy a Pitot-cső* ún. statikus nyílásai el ne tömődjenek, a karbantartó ragasztószalaggal fedte le azokat, és a tisztítás után ezt elfelejtette levenni. Aznap a beosztott műszakvezető betegség miatt nem dolgozott, és a karbantartás utáni ellenőrzés emiatt elmaradt, az első tiszt* a felszállás előtt rutinszerűen végzett szemrevételezés során pedig nem vette észre a letakarást, amely minden műszerhibának az okozója volt.
Magyarázat:

A géptörzs oldalán levő, menetirányba néző két Pitot-csőben a sebességtől függően megnő a légnyomás. Ezt a műszer a géptörzs oldalán levő rejtett nyílásokon mért, a sebességtől független légnyomással összehasonlítva állapítja meg a gép sebességét. Ugyancsak az ezeken a nyílásokon észlelt légnyomás által méri a gép magasságát és a magasság változását is. Mivel ezek a nyílások le voltak takarva, a mérés hamis értékeket eredményezett. A kis hatótávolságú rádió-magasságmérőt csak a leszállás előtt használják, kiegészítő műszerként, mivel a magasságot a légnyomáshoz igazodva kell megállapítani. Az áteséshez közeli sebességet és a felszínhez való veszélyes közelséget jelző érzékelők ettől a rendszertől függetlenek, de az egyszerre érkező, ellentmondó figyelmeztető jelzések miatt megzavarodott pilóták nem tudták mérlegelni a kapott műszerértékek jeleinek valószínű helyességét.
Az irányítószolgálat a radarképernyőn látja a gép magasságát, de ezt az értéket nem a radar méri meg, hanem mindig a repülőgép magasságmérő műszerétől kapják a transzponder* rádiójeleivel, tehát az érték a radarképernyőn is hamis volt. Az irányító ezzel tisztában volt, de nem hívta fel rá a pilóták figyelmét.

#### Következmények
Az USA baleseti kivizsgáló hivatala, az NTSB ajánlásában felhívta a figyelmet a szabványos takaróelemek használatának fontosságára, amelyek feltűnően meg vannak jelölve, és a bejárás során jól észrevehetők.
A perui bíróság halált okozó gondatlanságban bűnösnek találta a karbantartást végző szerelőt. A vizsgálóbizottság vezetője nyilvánosan kritizálta az ítéletet, amiért csak egy "egyszerű" munkást tettek felelőssé a karbantartási rend be nem tartásáért.

### N47BA (1999) Learjet 35 magánrepülőgép

#### Történés
A gép helyi idő szerint 9 óra 19 perckor szállt fel Orlando repülőteréről, a fedélzetén két pilótával és négy utassal. (Az egyikük a golfbajnok Payne Stewart volt.) 9 óra 27-kor a légiforgalmi irányító* engedélyezte a 27 ezer lábról 39 ezer láb (11,9 km) magasságra* emelkedést. Hat és fél perccel később az irányító hívására egyik pilóta sem felelt. A gép az engedélyezett magasságon nem állt meg, és az útiterv szerinti fordulást sem végezte el Dallas felé, hanem egyenesen repült tovább, északnyugati rányba. A pilótákkal nem sikerült többé rádiókapcsolatba lépni.
A légierő egy F–16 vadászgépe megközelítette az elnémult Learjetet, és a pilóta azt jelentette, hogy a gép jelzőfényei égnek, a hajtóművei működnek, de a szélvédőt és az utastér összes ablakát dér fedi, és a fedélzeten semmilyen mozgás nem észlelhető. Egy órával később két másik F–16-os újra megközelítette és megszemlélte a Learjetet, 40 perccel később újabb kettő. A kapcsolatteremtési próbálkozások sikertelenek maradtak.
A fokozatosan ritkuló levegőben a gép végül 48900 láb (14,9 km) magasságig emelkedett, ami 3–4 km-rel a polgári légi járművek szokásos utazómagassága felett van.
Az elemzők a jelek alapján biztosak voltak abban, hogy a Learjet légszigetelése valahogy meghibásodott, és a fedélzeten a légnyomás lecsökkenése miatt mindenki eszméletét vesztette, sőt, valószínűleg már meg is halt. Nyilvánvaló volt, hogy a gépet a robotpilóta (FCU) tartja irányban. A szokatlan repülési körülmények miatt nem lehetett pontosan megbecsülni, hogy a gép üzemanyaga mikor fogy el. Felmerült a veszélye annak, hogy ez ez útvonalra eső valamelyik sűrűn lakott terület felett történik meg. Ezt megelőzendő az USA elnöke (ez esetben Bill Clinton) elméletileg parancsot adhat a gép lelövésére, de később a légierő szóvivője kijelentette, hogy ez a lehetőség itt fel sem merült.
A hajtóművek Dél-Dakota felett leálltak, és a gép 3 óra 54 perccel a felszállás után orral a földbe csapódott, 2,4 méter mély krátert ütve egy legelő talajába, egy Mina nevű apró település közelében.

#### Kivizsgálás
A vizsgálatot az amerikai National Traffic Safety Board (NTSB) végezte, a közzétételig eltelt idő 1 év 1 hónap.
A repülőgépen repülésiadat-rögzítő (FDR) nem volt, fedélzeti hangrögzítő* (VCR) viszont igen, és sikerült is a tárolt felvételt kinyerni belőle. A felvétel a repülés utolsó 30 percét őrizte meg, és ezen egyetlen emberi szó sem volt hallható, csak a hajtómű zaja, és a repülési műszerek jelzései. A hangok megerősítették a korábbi feltevést: a gép emberi beavatkozás nélkül, az emelkedésre beállított robotpilóta irányítása alatt repült egészen a hajtómű leállásáig.
A maradványok közül előkerült egy levegő-betápláló szelep, amely zárt állásban volt. Ez azt jelenti, hogy a hajtómű irányából nem érkezett utánpótlás a szellőzőrendszeren szokásos módon távozó levegő helyére, ezért a fedélzeten utazók súlyos oxigénhiányos állapotba kerültek. Amikor a pilóták az irányítószolgálattal utoljára beszéltek, akkor a gép már 7 km magasságban járt, a pilóta beszédén mégsem volt érezhető zavartság. Ebből tudni lehet, hogy a szelep elzáródása ez után következett be. A hiba oka sajnos kideríthetetlen maradt, mert a gép teljesen szétroncsolódott.
A belső légnyomás leesése után 15-20 másodperccel észrevétlenül jelentkeznek a hypoxia első tünetei, a gondolkodás lelassul, zavarttá válik. Ha az oxigénellátás nem javul, újabb mintegy 15 másodpercen belül bekövetkezik az eszméletvesztés, néhány perc múlva pedig a halál. Mivel a hypoxiába kerülő ember már nem képes a helyzet felmérésére és a gyors intézkedésre, a repülőgépen bekövetkező nyomásvesztés esetén kritikus fontosságú az első tíz másodperc kihasználása. Ezért a nyomásvesztésre hangjelzés figyelmeztet, és a pilóták által gyorsan elérhető helyen oxigénmaszkok vannak készenlétben.
A kivizsgálók keresték annak a magyarázatát, hogy a minden bizonnyal ebben az esetben is megszólalt jelzés ellenére miért késett el mindkét pilóta a saját szellemi épségének bebiztosításával. Az üzemeltető a személyzet részére minden elképzelhető problémára kiterjedő, rövid utasításokat tartalmazó kézikönyvet, ún. ellenőrző listát készít. A Learjet által készített vészhelyzeti* ellenőrző lista Nyomásbiztosítás szakaszában az első oldal második fejezete így kezdődik (fordításban):

10.000 (±500) láb kabinmagasság
1. Kabinmagasság figyelmeztető kürthangjelzés szólal meg.
MEGJEGYZÉS: 10.000 (±500) láb kabinmagasság esetén a kiáramló szelephez vezető vezérlőnyomás elzáródik. Ez deaktiválja az automatikus módot, és megszünteti a kabinmagasság további emelkedését, ha a hiba az automatikus vezérlőrendszerben van.
2. Ha a nyomásbiztosítás nem tartható fenn, hajtsa végre a VÉSZHELYZETI SÜLLYEDÉSt az alábbiak szerint:
| a. Oxigénmaszkok | FELVÉVE               |
|                  | ÁLLÍTSA 100% OXIGÉNRE |

és így tovább.
A kivizsgálók megállapítása szerint ha a pilóták betartották az előírást, és a nyomásvesztésre figyelmeztető jelzés megjelenésekor a vészhelyzeti ellenőrző lista vonatkozó fejezetének végrehajtásához fogtak, akkor valószínűleg súlyosan dekoncentrálttá váltak, mire az oxigénmaszkról szóló sorig eljutottak.

#### Következmények
Az NTSB 11 új biztonsági ajánlást bocsátott ki az FAA részére. Ezekben szükségesnek tartotta a pilóták kiképzését arra, hogy nyomáscsökkenés esetén mindenekelőtt a saját oxigénellátásukról gondoskodjanak. Javasolta repülőorvosi szakértők bevonását a hypoxia felismerését és késleltetését célzó tréningekbe. Javasolta az oxigénmaszk felvételére vonatkozó tétel törlését a vészhelyzeti ellenőrző listákról, hangsúlyozva ezzel, hogy a maszk felvétele automatikusan előzzön meg minden más előírt tennivalót. Végül javaslatokat tett az ellenőrző listák időnkénti újratervezésére, és a nyomáscsökkenés esetén működésbe lépő automatikus berendezések továbbfejlesztésére.

## 2000-es évek

### American Airlines 587 (2001) Airbus

#### Történés
A gép helyi idő szerint 9:13-kor szállt fel, normál időjárási viszonyok között. Korábban egy Boeing 747-es kis késlekedéssel, csak 1 perc 45 másodperccel korábban szállt fel és haladt tovább ugyanazon a kirepülési útvonalon. (3 perces távolság megtartása a szokásos.) Az irányító figyelmeztette a pilótákat az emiatt várható turbulenciára. A gép a bal forduló közben oldalazni* kezdett, a pilóta az oldalkormány erős belépésével korrigált és teljes tolóerőt adott. A gép orra újra jobbra és balra kitért, amit a pilóta újabb határozott belépésekkel korrigált. Másodpercekkel később a gép irányíthatatlanná vált és 800 méter magasról egy lakónegyed házai közé zuhant.

#### Kivizsgálás
A kivizsgálást az amerikai National Transport Safety Board (NTSB) végezte. A közzétételig eltelt idő: 2 év 11 hónap.
A baleset közvetlen oka az volt, hogy a törzsről a teljes vezérsík leszakadt.

A gépet vezető első tiszt a kiképzés során azt tanulta, hogy turbulenciába kerülve erős oldalkormányzással uralja a gépet. Megállapították, hogy az Airbus A300 teljesen kitérített oldalkormánylapjára nagy sebességnél ható erő ugyan a tervezéskor számított mértéket nem haladja meg, de a negyedik kitérítésnél a turbulens levegő által is kifejtett erővel együtt a vezérsík kompozit anyaga az egyik rögzítési pont felett eltört, ezután a másik három rögzítési pont sem bírta a terhelést.
Egy korábbi baleseti jelentésben a kivizsgálók említést találtak hasonló kompozit anyag belső szerkezeti meggyengüléséről, ún. kiszálasodásról, de az anyagvizsgálat ebben az esetben a törések helyénél nem találta elhasználódás jelét.

#### Következmények
Az Airbus Industries javaslatára American Airlines a géptípusra való kiképzés részévé tette a túlzó kormánymozdulat elkerülését.

### Baskirszkije Avialinyii 2937, Tupoljev – DHL Aviation 611, Boeing (2002)

#### Történés
A baskír légitársaság utasszállító gépe, amely jutalomüdülésre vitt gyerekeket, és a DHL postagépe, fedélzetén két pilótával, FL360 (kb. 11 km) magasságban haladva került a zürichi körzeti irányítószolgálat* területére, ahol összesen öt gép tartózkodott. Egyetlen irányító felügyelte egyszerre mindkét körzet éjszakai forgalmát, két, egymástól mintegy másfél méterre levő monitoron, két rádiófrekvencián. Aznap éjjel műszaki karbantartás zajlott, emiatt csak a gyengébb felbontású és lassabb tartalékradar működött. Az irányító a másik körzetben éppen egy leszálló Airbust adott volna át a friedrichshafeni körzetnek, de a fő telefonvonal a karbantartás miatt le volt kapcsolva, a tartalékvonal pedig akadozva működött. Látva, hogy ebben a körzetben a Tupoljev és a Boeing azonos magasságon repül, utasítást adott a keletről érkező orosz gépnek, hogy forgalmi okból süllyedjen FL350 magasságra, majd visszatért a leszálló géphez. Az orosz gép megkezdte a süllyedést, de a DHL gépe is csökkentette a magasságát. Az irányító, a hibás telefonkészülékkel próbálkozás közben újra utasította a Tupoljevet a süllyedésre. Néhány másodperccel később a németországi Überlingen felett, FL354 magasságban a két gép ütközött és több részre szakadva lezuhant.

#### Kivizsgálás
A kivizsgálást a német Bundesstelle für Flugunfalluntersuchung (BFU) végezte, a közzétételig eltelt idő 1 év 8 hónap.
A vizsgálat során a fedélzeti adatrögzítő berendezések* segítségével megállapítható volt a baleset közvetlen oka. Miután az irányító utasítást adott a Tupoljevnek a süllyedésre, mindkét gépen megszólalt a TCAS berendezések összehangolt jelzése, a délről érkező Boingot süllyedésre, a keletről érkező Tupoljevet emelkedésre utasítva. A Boeing ezután jelentette az irányítónak a kapott ütközéselhárítási jelzést, de az irányító ezt nem hallotta, mert éppen a másik körzetről intézkedett. Rögtön ezután a visszaérkező irányító megismételte a Tupoljevnek szóló, süllyedésre vonatkozó utasítást, nem tudva a problémáról. Az orosz pilóták szintén megpróbáltak segítséget kérni az ellentmondó utasítások értelmezéséhez, de ők sem tudtak az irányítóval beszélni. Zavarba ejtő volt az is, hogy az irányító korábban nekik jobbról érkező keresztforgalomról ejtett szót, a jelzés szerint viszont balról érkezik a jelzést kiváltó gép. Ők a kiképzés során az irányító utasításának való késedelem nélküli engedelmeskedést tanulták, ezért az automata jelzése ellenére folytatták az ereszkedést. Ezen a gépen az első tiszt* munkáját aznap a társaság típus-főpilótája látta el.
Az irányítószolgálatnál a két körzetet szabály szerint két embernek kell felügyelni, de a már négy éve működő gyakorlat szerint amikor nincs érdemleges forgalom, az egyik irányító a pihenőszobában tartózkodik. Az összesűrűsödött helyzetben a szolgálatot ellátó irányító a vizsgálat szerint már nem tudott idejében segítséget hívni.
Az irányítóközpont radarkészülékébe épített ütközéselőrejelző aznap nem működött, a tartalékmód miatt, így az irányító – aki erről nem tudott – a monitoron nem látott a veszélyről máskor idejében szóló jelzést. A szomszédos, karlsruhei körzet irányítói a saját monitorjukon látták a felhívó jelet, és telefonon szólni próbáltak a zürichi kollégának, de a telefon nem volt használható. A vizsgálat nem tudta kideríteni, hogy a zürichi központban a mindezektől független STCA vészjelző eszköz megszólalt-e, és ha igen, akkor az irányító reagált-e a jelzésre.

#### Következmények
A vizsgálati jelentés kimondta, hogy a svájci cég nem biztosította folyamatosan a szükséges üzemelési feltételeket, valamint javasolta a TCAS/ACAS rendszerek jelzéseinek értékelésére való részletesebb felkészítést.
A zürichi körzet légiforgalmi irányítását végző magáncég először az orosz pilótákat hibáztatta, később elismerte a dolgozójuk részleges felelősségét. Az irányító a baleset miatt tönkrement lelkiállapota miatt nem folytatta a munkáját. A 2004 májusában lezárult vizsgálat eredménye szerint a felelősség részben a cég vezetőit terheli, amiért a szabályszegő ügyeleti gyakorlatot eltűrték. 2006-ban a német bíróság ítéletében elmarasztalta a német kormányt, amiért egy külföldi magáncég látja el az ország déli részében a légi forgalom irányítását. 2007 augusztusában a svájci illetékes bíróság a cég négy vezetőjéből hármat felfüggesztett börtönbüntetésre ítélt, egyet pénzbüntetésre, további négy alkalmazottat pedig nem talált vétkesnek.
Egy észak-oszétiai orosz férfi, aki a balesetben elvesztette mindkét gyermekét és a feleségét, látva a vizsgálat alakuló eredményeit, 2004. február 24-én svájci lakása előtt leszúrta a volt irányítót. 8 év börtönre ítélték, de 2007. augusztusában szabadon engedték, a gyilkosság idején fennálló beszámíthatatlan lelki állapotára hivatkozva.

### US Airways 1549 (2009) Airbus

#### Történés
A 04-es pályáról* történt felszállás után, kb. 1000 méteres magasságban a pilóták madárrajt vettek észre, de a kitérésre nem volt idejük. Nagy zajjal a törzsnek és a szélvédőnek ütközött több madár is, és mindkét CFMI CFM56-5B4/P típusú hajtómű teljesítménye a töredékére csökkent. A kapitány vészhelyzetet jelentett. A LaGuardiára való visszatérés nem látszott kivitelezhetőnek, a közeli Tereboro repülőtér lakott területtel körülvett, rövid futópályáját a kapitány nem tartotta biztonságosnak. Végül a Hudson folyó vizére való vészleszállás mellett döntött (délnyugati irányba). A leszállás tökéletesen sikerült, a személyzet a gépet gyorsan kiürítette. A gép csak lassan süllyedt, az utasok ezért a szárnyakra állva várták a segítséget. A közelben levő kompok és kis hajók néhány percen belül a repülőgéphez értek, minden embert a fedélzetre vettek, összesen két ember szenvedett sérülést.
A repülőgépet a sima leszállás ellenére is kivonták a forgalomból. A gép teljes személyzetét kitüntették.

#### Kivizsgálás
A kivizsgálást az amerikai National Transport Safety Board (NTSB) végezte. A közzétételig eltelt idő 1 év 4 hónap.
A géptörzsön látható horpadások különösen nagy testű madarakkal való ütközésre utaltak; a vizsgálat megerősítette, hogy a hajtóműveket is a beléjük került madarak tették tönkre. A kompresszor lapátkoszorúja* komoly sérüléseket szenvedett, de egyik sem szakadt le, így nem okozott károkat a szárnyban vagy a géptörzsben. A Smithsonian Intézet a hajtóművekben talált kevés szövetmaradványból megállapította, hogy a madarak Kanadából érkezett kanadai ludak voltak, amelyek tömege a 4 kilogrammot is elérhette, ez magyarázza a hajtóművek ilyen mértékű károsodását is.
A vizsgálat eredménye újra felhívta a figyelmet arra, hogy a repülőgépekre a madárrajok által jelentett veszély nem elhanyagolható. Ez a baleset a személyzet kiváló munkája mellett is csak több szerencsés tényezőnek köszönhetően végződött áldozat nélkül. A természetvédelmi szakemberek szándéka a nyíltvízi madárpopulációk életterének védelme, de be kell látni, hogy a repülőterek közelében fészkelő madarak, így az évi 24 millió utast átengedő LaGuardia közelében levő tavakon nagy számban jelen levő kanadai ludak veszélyeztetik a légi forgalom biztonságát.

#### Következmények
Az NTSB 35 különböző ajánlást tett, a hajtóművek szerkezetéről, a gyakorlandó eljárásakról, az evakuálást gyorsító eszközökről.
A LaGuardia repteret olyan precíziós madárradar-berendezéssel látták el, amely a más radarok által nem észlelt madárrajok azonosítását segíti, javítva az ütközések elkerülésének esélyeit.

### Air France 447 (2009) Airbus

#### Történés
A gép Brazíliából haladt Franciaország felé, az Atlanti-óceán fölött. Ezen a területen a repülőket nem tudják radaron követni, de a gép ACARS berendezése által automatikusan küldött, karbantartási célokra szolgáló üzenetek műholdas kapcsolat révén rendben megérkeztek. 02:14 UTC-kor a jelzések megszűntek, a gépről semmit nem lehetett tudni, vészjelzést, rádióüzenetet nem észleltek. A következő napokban a vízben megtalált néhány kisebb roncsdarab valószínűsítette a gép lezuhanását. A gép roncsait a 6 kilométeres mélységben közel kétéves kutatás után sikerült megtalálni, és a fedélzeti adatrögzítőket* felszínre hozni. Az adatrögzítők tartalma nem sérült, és alkalmasnak bizonyult a részletes kiértékelésre.

#### Kivizsgálás
A kivizsgálást a francia Bureau d'Enquêtes et d'Analyses pour la Sécurité de l'Aviation civile (BEA), az amerikai National Transportation Safety Board (NTSB) közreműködésével végezte, a közzétételig eltelt idő 3 év 1 hónap.
A rekonstruált események
A hosszú utakon három pilóta dolgozik a gépeken, váltásban. Ezen az eddig eseménytelen úton éjfél körül – negyedórával a baleset előtt – a kapitányt felváltotta az addig az utastérben pihenni próbáló első tisztje, és elfoglalta a bal oldali, parancsnoki ülést, a jobb oldali pilóta vezetett, a kapitány pedig a pihenőfülkébe ment. A gép ezután kb. 11 km-es utazómagasságon heves jégzáporba került, a turbulencia hatására jobbra-balra billegni kezdett. A jég feltehetőleg eltömítette a Pitot-csöveket, és a műszerek ezután hibás sebességértékeket kaptak. A robotpilóta, amely az Airbus gépeken egy igen összetett számítógépes rendszer, a valószerűtlenül alacsony és nem is egybevágó sebességérték hatására visszaadta a vezérlést a pilótáknak, de ezután mintegy húsz további hibajelzést is kiírt a központi monitorra. A pilótákat összezavaró üzenetek a szakemberek szerint kivétel nélkül a sebességmérés megszűnésére vezethetők vissza. Mindemellett ekkor végre kellett volna hajtaniuk a "repülés kétséges sebesség esetén" nevű, pontosan leírt eljárást.
A helyzetet értékelve a számítógép másodlagos üzemmódba (alternate law) kapcsolt, visszavette a hajtómű teljesítményét 85%-ra, amit egy kijelző mutat, ugyanakkor a többi, hagyományos kormánymechanizmusú gépektől eltérően a gázkarok nem igazodnak a beállításhoz, azok továbbra is teljes teljesítmény állásban voltak, és a tolóerő csökkentése így elkerülhette a pilóták figyelmét. Egyszer megszólalt az átesésjelző figyelmeztetés, ennek hatására a pilóta megemelte a gép orrát. Ezzel az addigi 35 ezer láb* (10,6 km) magasságból 39 ezer láb magasságra emelkedett, ahol a gép a ritka levegő és az emelt orr miatt sebességet vesztett, átesésbe került és süllyedni kezdett. Ugyan a fűtött Pitot-csövekről kb. 30 másodperc elteltével a jég leolvadt és a sebességmérés helyreállt, a pilóták helytelenül és egymásnak ellentmodóan értékelték a helyzetet. Az újra felhangzó és 53 másodpercen át folyamatosan szóló átesésjelzés alatt a gépet vezető pilóta a kormánybottal (side-stick) előre-hátra billentette a gépet, de egyszer sem nyomta a vízszintes helyzet alá. Miután a jelzés elhallgatott, a gép függőleges sebessége már 180 km/h volt, gyakorlatilag zuhant, enyhén emelt orral. A pilóta folyamatosan, teljes kitérítésben húzta a kormányt. A gépet a pilóták utasításai alapján valójában vezető számítógép már a mérési tartományon kívül eső értékeket kapott, ezért a kijelzések egy része már nem volt használható.
Időközben a pilóták hívó jelzésére a kapitány visszatért, de a pilóták nem adtak részletes és pontos tájékoztatást a kialakult helyzetről, ez is hozzájárult ahhoz, hogy az ekkor még 10 ezer láb magasságban levő gép állapotát nem tudta átlátni. Ezen a magasságon a nagy sebesség ellenére a gép még kivehető lett volna a zuhanásból. 45 másodperccel a becsapódás előtt a bal oldali pilóta megpróbálta átvenni a vezetést, de mivel az Airbusok fly-by-wire technikájában a kormánybotok mechanikusan nincsenek hatással egymásra, nem érzékelte, hogy a jobb oldali pilóta még mindig húzza a kormányt. A számítógép az ellentmondásos kormánymozgásokat nem veszi figyelembe, néhány másodperccel a becsapódás előtt pedig lekapcsolta a bal oldali kormányt. A hangfelvételről kiderül, hogy végül a kapitány és a bal oldali pilóta is észrevette a jobb oldali kormány húzott helyzetét és rászóltak a másik pilótára, de ekkor a gépet már nem lehetett megmenteni.
Vizsgálati eredmény
A több mint 2400 repült órával rendelkező jobb oldali pilóta a gyors süllyedést folyamatosan az orr megemelésével próbálta korrigálni, holott alapismeretnek számít, hogy átesésben mindenekelőtt le kell nyomni a gép orrát, ezzel normalizálva a levegő áramlását és a sebességet. A kivizsgálók megállapítása szerint az utasszállító gépek ritkán kerülnek áteséses helyzetbe, ennek ellenére elvárható lett volna a helyes reakció. Elhangzott, hogy a pilóták túlságosan hozzászoktak ahhoz, hogy utazómagasságon robotpilóta vagy bonyolult számítógépes rendszer vezeti a gépet, és ők a gépet csak irányítják, nem pedig repülnek vele. Szükséges újra a képzés fontos részévé tenni a manuális, illetve az automatákat csak háttértámogatásként használó repülési szituációk begyakorlását. A 10 ezer láb magasság eléréséig a robotpilóta első hibajelzésétől kezdve 3 perc 20 másodperc, a süllyedés megkezdődésétől pedig 2 perc 15 másodperc állt a pilóták rendelkezésére, hogy a problémát azonosítsák és megoldják, ez bőségesen elegendő lehetett volna. Ezután a gép még 55 másodpercen át zuhant.
A baleset ismét ráterelte a figyelmet a sokat vitatott fly-by-wire technika gyenge pontjaira, ez esetben a kormányszervekből kihagyott visszajelzési mechanikára és a számítógép bizonyos helyzetekben túlzott irányítói szerepére, de a hivatalos jelentés összegzése egyértelműen a pilótákat tette felelőssé.

#### Következmények
A BEA a jelentésében összesen 41 biztonsági ajánlást fogalmazott meg, amelyek jelentős részben a pilóták kiképzésének felülvizsgálatát, illetve az Airbus vezérlőszerveiben elvégzendő módosításokat javasolják.
Az Air France és más légitársaságok is megerősítették a kereskedelmi pilóták képzésében a manuális repülőgépvezetés oktatását.

### SukhoiSuperjet 100 RRJ-95B (2012)

#### Történés
A gép az orosz gyártó, a Гражданские самолеты Сухого (Szuhoj Polgári Repülőgépek vállalat) megbízásából, egy kelet-ázsiai promóciós körút részeként egy 30 perc hosszúra tervezett bemutató repülést végzett az indonéziai Jakarta körzetében, a fedélzeten helyi légitársaságok kereskedelmi képviselőivel. A terv szerint Jakarta Halim Perdanakusuma repülőterétől dél felé mintegy 20 mérföldet* tesznek meg 10 ezer láb* (3 km) magasságban, műszeres navigációval (IFR)*, majd visszatérnek a kiindulási repülőtérre.
A felszállás helyi idő szerint 14 óra 20 perckor történt a 06-os futópályáról, a gép jobb fordulóval elérte a repülőtéren levő HLM (Halim) VOR-jeladó* 200-as radiálját, majd 10 ezer lábon 200 fokos* (dél-délkeleti) irányban haladt. 14:26-kor az első tiszt* engedélyt kért a jakartai közelkörzeti irányítótól süllyedésre 6 ezer láb (1800 m) magasságig. Két perccel később engedélyt kért egy teljes jobb kör végrehajtására is. Az irányító az engedélyeket megadta. A gép a teljes kör után dél felé folytatta az útját, majd 14 óra 33 perckor a Gunung Salak (Ezüst-hegy) meredek hegykúpjának ütközött. A repülőgépen mindenki életét vesztette.
2002 és 2012 között a Gunung Salak összesen hét repülőbaleset helyszíne volt; egy indonéziai újság 2012-ben a hegyet "repülőgép-temető"-nek nevezte.

#### Kivizsgálás

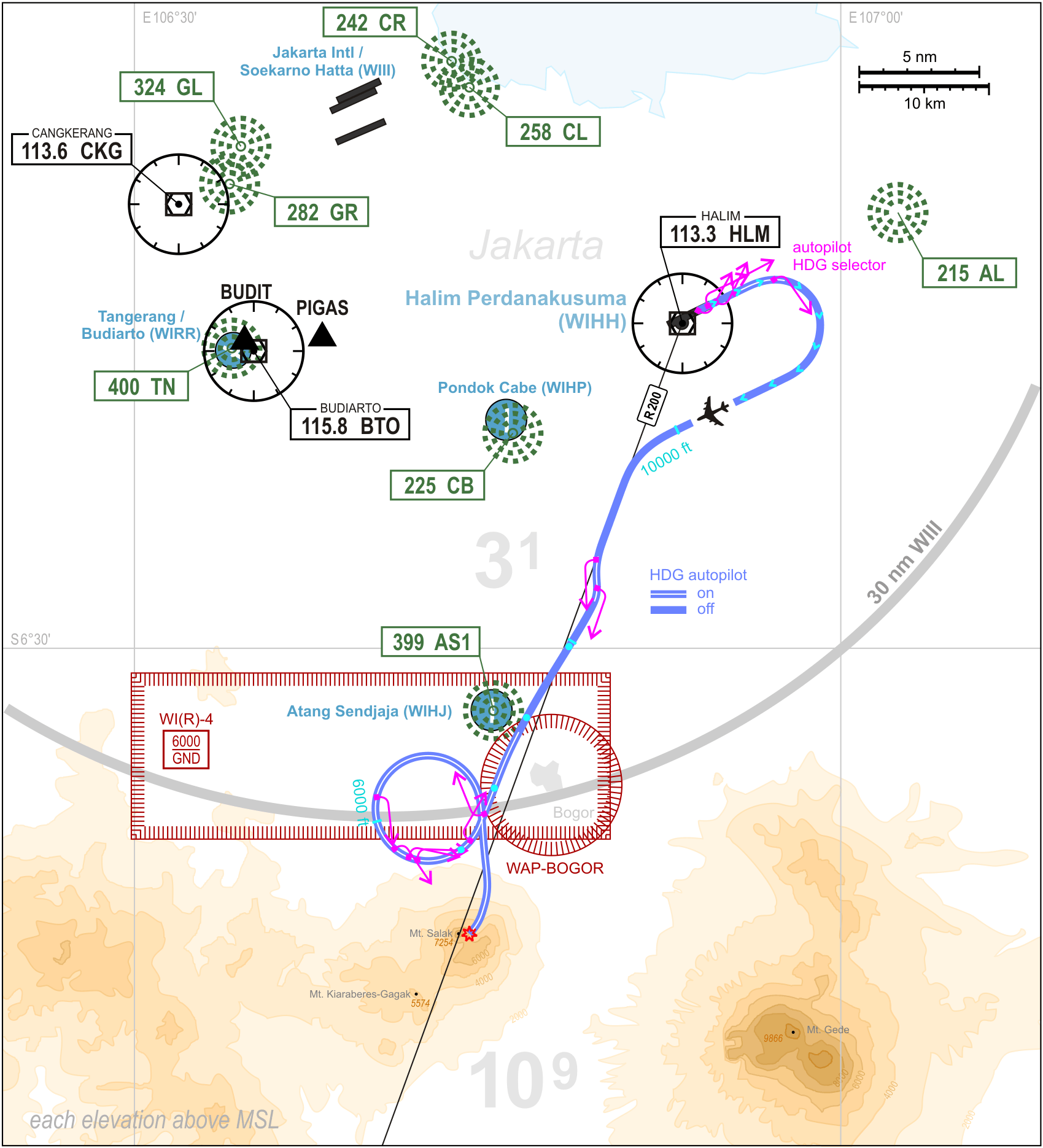

A vizsgálatot az indonéziai Komite Nasional Keselamatan Transportasi (KNKT, angolul NTSC) végezte, az Oroszországi Föderáció Ipari és Kereskedelmi Minisztériuma által delegált szakértőcsoport segítségével. A közzétételig eltelt idő 7 hónap.
A repülőgép fekete dobozából* minden rögzített adatot és hangfelvételt sikerült kinyerni.
A hangfelvételből kiderült, hogy a pilótafülkében a (nagy repülési tapasztalattal rendelkező) kapitányon, az első tiszten és a navigátoron kívül egy lehetséges üzleti partner képviselője is tartózkodott, mint vendég. A pilóták a felszállási előkészületektől kezdve a baleset bekövetkeztéig sokat beszélgettek vele, ami szabálytalan. Mind a tervezett 10 ezer láb helyett 6 ezer lábra ereszkedés, mind a jobb kör ötletszerű manőver volt, a gép navigációs képességeinek és irányíthatóságának bemutatására. A gép aznap egy hasonló bemutató utat már megtett, azon ilyen manőverek nem szerepeltek.
A gépet a kapitány vezette, a másik pilóta a rádiózást végezte. A navigátornak ezen az úton nem volt feladata, viszont a reggeli reptéri eligazításon, az útvonal egyeztetésén csak ő vett részt. Az ekkor használt nagy léptékű útvonaltérképen* a Jakartától délre levő magas hegyek csak minimális jelentőségű információként vannak jelölve. A biztonságos repülésről az a szabály gondoskodik, hogy a térképen meg van adva a szektoronkénti legkisebb biztonságos magasság* (MSA), amelyet tartva a felszíni akadályok akkor is elkerülhetők, ha azok nem látszanak. Az MSA értékei a Soekarno-Hatta repülőtér 30 mérföldes körzetében 3100 láb, attól délre pedig 10900 láb.
A jobb kör megtételét a kapitány az FCU robotpilótára bízta, amelyen csak az elérni kívánt irányszöget kell beállítani. Mivel teljes kör volt a terv, a kapitány, a vendégnek szóló magyarázat közben több szakaszban állította be az irányt. Amikor az irányszögválasztó 174 fokon állt, a vendég egy kérdést tett fel, ami elterelte a pilóták figyelmét a navigációról, és a robotpilótát ezen az irányszögön felejtették. A gép ennek következtében lépett ki a fordulóból déli irányba.
A kapitány figyelmét annyra lekötötte a vendéggel való beszélgetés, hogy az első tiszt javaslatát a visszatérési irányról csak harmadszorra hallotta meg. Nyilvánvalóan nem voltak tisztában azzal, hogy ezen a területen 7-10 ezer láb (2–3 km) magas hegyek vannak. A Gunung Salakot ekkortájt egy sötét felhő takarta.
A gép a radarra alapuló földközelségjelző rendszeren (GPWS) kívül a nagyon fejlett, számítógépes adatbázist használó akadályelőrejelző rendszerrel (TAWS) is fel volt szerelve. A kör után dél felé haladó útszakaszon a TAWS váratlanul figyelmeztető jelzéseket adott le, mivel a rendszer számításai szerint a gép egy magas hegy felé haladt. A pilóták nem értették a jelzés okát, ez a kapitányt a vendég előtt zavarba hozta, és az adatbázis hibájára gyanakodott, emiatt a TAWS-t kikapcsolta. A később megszólaló egyéb riasztások értékelésére már nem jutott elég idő. A kivizsgálók megállapítása szerint az első jelzés megszólalása után 24 másodperc állt volna rendelkezésre az ütközést elkerülő megfelelő manőverhez. Ez elmaradt, és a gép a majdnem függőleges hegyoldalnak ütközött. Azt, hogy a pilóták mennyire nem ismerték fel a manőver sürgősségét, jelzi, hogy az irányváltoztatáshoz az utolsó másodpercekig csak a robotpilóta irányszögállítóját használták a kormány helyett.
A vizsgálat kiterjedt a légiforgalmi irányítók tevékenységére is. Kiderült, hogy voltak félreértések már az útvonal kijelölésekor is, de ezek nem voltak végzetes hatásúak. A jakartai irányítótorony* (TWR) szolgálattevője előírásosan egyeztette a tervezett kirepülés adatait a közelkörzeti irányítással* (APP), majd két perccel a felszállás után átadta az irányítást a közelkörzetnek. Az irányítók számítógépes rendszeren át adják tovább egymásnak a repülőgépek fontos adatait. Az adatelőkészítő a géptípus jelöléséhez használt listán nem találta a Szuhoj RRJ-95B típusát, ezért a gép adataiban a Szuhoj Szu–30 jelzést rögzítette. A Szu–30 egy vadászbombázó, az indonéziai légierőben is használtak ilyen típust.
A közelkörzeti irányító a gép átvételének idején 14 repülőgépet tartott ellenőrzés alatt, ami szinte folyamatos elfoglaltságot eredményezett. A részlegnél az előírás szerint ügyeletben kell lennie egy adatelőkészítőnek, egy irányítónak, egy asszisztensének és egy felügyelőnek. A baleset idején asszisztens és felügyelő nem volt szolgálatban.
Jakartától délre mintegy 20 mérföld távolságban fekszik Bogor városa, amely felett egy gyakorló légtér húzódik, a felszíntől 6000 láb (1800 m) magasságig. Az első bemutató út efölött haladt el, és a második úton is efelé tartott a gép. A pilóták a gyakorló légtérről nem tudtak, az útvonaltérképeken ezt nem jelölik, a korábban elmondottak értelmében erre nincs szükség. A közelkörzeti irányító látta a gép Szu–30 jelölését, így a 6000 lábra ereszkedést abban a hitben nyugtázta, hogy egy harci gép a gyakorló légtérbe tart. A jakartai irányítószolgálatnál üzemelő, a túl alacsonyan haladó gépekre figyelmeztető berendezés (MSAW) hatóköre nem terjedt ki a déli hegycsúcsok területére. A munkával leterhelt irányító később, a dél felé továbbhaladó gépről úgy vélte, hogy a légierő vadászbombázója bizonyára felszínközeli gyakorló repülési feladatot hajt végre, a saját navigációs eszközeivel, ezért az külön felügyeletet nem igényel. Csak a radarjel eltűnésekor tudta meg az irányítótoronytól, hogy az egy utasszállító géphez tartozott.

#### Következmények
A KNKT összesen 19 biztonsági ajánlást bocsátott ki az érintettek részére, többek között az IFR* repülések alatt a minimális biztonságos magasságok betartásáról és a repülés előtti eligazítások pontosságának javításáról.

## 2020-as évek

### Ukraine International Airlines 752 (Boeing)

#### Történés
2020. Január 8-án az Iráni Tehrán nemzetközi repülőtérről Kijevben tartó járata pár perccel a felszállás után eltűnt a térképről.

#### Kivizsgálás
Az első időszakban még műszaki hiba okaként minősítették a katasztrófát, de műholdfelvételek alapján megállapították, hogy az íráni légierő egyik Tor rakétája találta el. Ezt persze az íráni hatóságok nem akarták elfogadni egészen 2020. Január 11-ig. 
A gépen tartózkodó 167 utas és 9 személyzetből (összes 176) senki se élte túl.

#### Gép
A gép egy Boeing 737-800 tipusú 4 éves gép volt. Az Ukrán légitársaság pedig a Varangian Leasing cégtől lízingelte.

## Lásd még
- Repülőterek listája

## További források
- Légikatasztrófák (natgeotv.com)